# Clara Boscaglia
Pour les articles homonymes, voir Boscaglia.
Clara Boscaglia (1930 - 22 juillet 1990) est une femme politique saint-marinaise.

## Biographie
En 1957, on la trouve parmi les membres fondateurs de la Confédération démocratique des travailleurs saint-marinais. Dans les années 1960, elle s'engage dans la vie politique saint-marinaise, en occupant par exemple le poste de chef de cabinet du secrétaire d'État aux Affaires étrangères.
Elle est élue sous l'étiquette du Parti démocrate-chrétien saint-marinais lors des élections législatives saint-marinaises de 1974, ce qui fait d'elle l'une des premières femmes de l'histoire de Saint-Marin à entrer au Grand Conseil général.
À la suite de cette élection, elle occupera plusieurs postes de ministre. Elle est la première femme à siéger au gouvernement.
Elle meurt le 22 juillet 1990 des suites d'un cancer du poumon. Une journée de deuil national est décrétée le 24 juillet, les services publics sont fermés et les drapeaux mis en berne.